# Култура на Босна и Херцеговина
Културата на Босна и Херцеговина обхваща древното наследство, архитектура, литература, визуални изкуства, музика, кино, спорт и кухня.

## Древно културно наследство
Рисунка на скала, намерена в Бадан пещера близо до град Столац датира от епохата на палеолита (с. 12 000 и 16 000 г. пр.н.е.). Творбата представлява смъртта на кон под дъжд от стрели. Това е най-старата палеолитна находка в Югоизточна Европа. В Босна и Херцеговина има и богато наследство от неолитната култура. Особено красиви предмети са открити в Бутмир близо до Сараево (5000 г. пр.н.е.). По време на бронзовата епоха, територията на Босна и Херцеговина е окупирана от илирийски племена. Илирите биват завладени от римляните, които оставят богато архитектурно наследство – пътища, мостове и красиви вили с мозайки – из цяла Босна и Херцеговина. Най-добре запазените примери са в Могорело край Чаплина и мозайките при Столац (датирани от III век). Християнски базилики се срещат в цялата страна (Зеница, Високо, Мостар, Широки Бриег ...), а издълбаната им каменна конструкция повлиява на първото оригинално средновековно босненско изкуство, открито върху надгробни паметници – стечак.
Хартата на бан Кулин е символичният акт за раждане на държавността на Босна, тъй като това е първият писмен документ, който се отнася до границите на Босна (между реките Дрина, Сава и Уна) и елементите на босненската държава – владетеля, трона и политическа организация. Написана е на босненска кирилица и се отнася и за хората от Босна – босненци.
Най-важната вещ в Националния музей в Сараево е Сараевската хагада, еврейски осветен кодекс, произхождащ от Испания от 12 век. Други важни предмети включват масата на Хрвожев и кодексът на Хвал, и двете босненски книги за литургия, произведени в Хърватия в началото на XV век, както и Куран от 16 век.

## Визуални изкуства
Австро-унгарската окупация през 1878 г. води до ренесанса на босненската живопис. Първите артисти, обучавани в европейски академии, се появяват в началото на 20 век. Сред тях биват Габриел Юркич, Петър Оргашич, Карло Миич, Шпиро Бочарич, Петър Шайн, Джоко Мазалич, Роман Петрович и Лазар Дърляча. Тяхното поколение е наследено от художници като Исмет Муджезинович, Воджо Димитриевич, Иво Шеремет и Мица Тодорович. Изтъкнати творци в периода след Втората световна война включват Виргилие Невестич, Бекир Мисирлич, Любо Лах, Мехо Сефич, Франйо Ликар, Мерсад Бербер, Ибрахим Любович, Джевад Хозо, Аффан Рамич, Сафет Зец, Исмар Мужезинович и Мехмед Заимович. Музеят на съвременното изкуство Ars Aevi в Сараево включва произведения на известни в целия свят художници.

## Музика
Най-популярните традиционни песенни форми на Босна и Херцеговина притежават сравнително скорошен произход (от началото на 20 век). Това са народните песни.
Поп музиката и рок музиката също са популярни, представени от известни музиканти, включително Горан Брегович, Даворин Попович, Кемал Монтено, Здравко Чолич, Джони Штилич, Едо Маайка, Дино Мерлин и Томо Миличевич.
Босна е дом на композитора Душан Шестич, създател на сегашния национален химн на Босна и Херцеговина и баща на певицата Мария Шестич, и пианиста Саша Топерич.

## Кино
Забележителни босненски филмови дейци са Мирза Идрижович, Данис Танович, Адемир Кенович, Бенямин Филипович, Ясмила Жбанич, Дино Мустафич, Сърджан Вулетич и най-награденият – Емир Кустурица.
Филмовият фестивал в Сараево, основан през 1995 г., се преръща в най-големия и най-влиятелният в Югоизточна Европа.

## Спорт

### Олимпийски игри
Най-важното международно спортно събитие в историята на Босна и Херцеговина са Зимните олимпийски игри през 1984 г., които се провеждат в Сараево от 7 до 19 февруари 1984 г.
Някои забележителни босненски олимпийци са:
- Рим, 1960: Томислав Кнез и Велимир Сомболак (футбол),
- Мюнхен, 1972 г.: Абаз Арсланагич, Милорад Каралич, Небойша Попович, Джордже Лавринич и Добривой Селеч (хандбал)
- Москва, 1980: Мирза Делибашич и Ратко Радованович (баскетбол)
- Лос Анджелис, 1984: Здравко Радженович, Златан Арнаутович (хандбал) и Анто Йосипович (бокс).

Седящ волейбол
Националният отбор по седящ волейбол на Босна и Херцеговина печели 2 златни медала на параолимпийските игри от 2004 и 2012 г., както и множество световни и европейски титли. Много от играчите загубват крайниците си през войната в Босна от 1992 – 1995 г.

### Популярни спортове
Лека атлетика
Босна и Херцеговина е дом на много изявени спортисти, включително членове на югославския национален отбор преди независимостта на Босна и Херцеговина. Най-забележителният състезател по лека атлетика от страната след независимостта е бегачът Амел Тука, който взима бронзов медал на 800 метра на Световното първенство по лека атлетика през 2015 г. и сребърен медал на 800 метра на Световното първенство по лека атлетика през 2019 г.
Футбол
Футболът е най-популярният спорт в Босна и Херцеговина. Датира от 1903 г., но популярността му нараства значително след Втората световна война. В ерата преди независимостта Сараево (1967 и 1984 г.) и Железничар (1972 г.) печелят шампионската титла в Югославия. Бившият югославски национален отбор по футбол включва редица футболисти от Босна, като Йосип Каталински, Душан Баевич, Мирослав Блажевич, Ивица Осим, Сафет Сушич и Мирсад Фазлагич.
След независимостта, националният отбор по футбол на Босна и Херцеговина не успява да се класира на нито един турнир на Европейско или Световно първенство до Световното първенство на FIFA през 2014, където печели осем мача, за да си осигури място след много години неуспешни опити
Баскетбол
Босненският баскетболен клуб, KK Bosna от Сараево са европейски шампиони през 1989 година. Югославският национален отбор по баскетбол, носител на медали във всяко световно първенство от 1963 до 1990 г., включва босненски играчи като Дражен Далипагич и Мирза Делибашич. Босна и Херцеговина редовно се класира за първенството на Евробаскет. Женският баскетболен клуб Jedinstvo, базиран в Тузла, печели Европейското първенство през 1979 г. във Флоренция.
Бокс
Боксьорът Марян Бенеш печели няколко шампионати в България, Югославия и Европейско първенство. През 1978 г. печели световната титла срещу Елиш Обеда от Бахамските острови. Анте Йосипович печели златен олимпийски медал в Лос Анджелис през 1984 година. Печели и първенството в Югославия през 1982 г., първенството на Балканите през 1983 г. и трофея в Белград през 1985 г.
Шах
Босненският шахматен отбор е бил шампион на Югославия седем пъти, в допълнение към спечелването на четири европейски първенства: 1994 г. в Лион, 1999 г. в Бугойно, 2000 г. в Неум и 2001 г. в Калитея.

## Кухня
Босненската кухня отразява баланса на западните и източните влияния. Поради почти 500 години османско владичество, босненската храна е тясно свързана с турската, гръцката и други бивши османски и средиземноморски кухни. Въпреки това години на австрийско владичество могат да бъдат открити в много влияния от Централна Европа. В босненската кухня са използвани множество подправки, но обикновено в много малки количества. Повечето ястия са леки, тъй като се готвят в много вода; сосовете са напълно натурални. Типичните съставки включват домати, картофи, лук, чесън, чушки, краставици, моркови, зеле, гъби, спанак, тиквички, сушен боб, пресен боб, сливи, мляко и сметана, наречена павлака. Типичните месни ястия включват предимно пилешко, говеждо и овнешко. Някои местни специалитети са бюрек, Долма, сърма, пилаф, гулаш, айвар и широка гама от източни сладкиши. Най-доброто местно вино идва от южния регион на страната, където климатът е особено подходящ за отглеждане на грозде. Сливовата или ябълковата ракия се дестилира в северния регион на Босна.